# وندرکلوف
وندرکلوف (به لاتین: Vanderkloof) یک شهرک در آفریقای جنوبی است که در Renosterberg Local Municipality واقع شده‌است.